# Kisnémedi
Kisnémedi es un pueblo húngaro perteneciente al distrito de Vác, condado de Pest.

## Superficie
Cuenta con una superficie de 13,86 km².

## Demografía
Hasta 2024 la población era de 679 habitantes, con una densidad de población de 48,98 hab/km².
| Gráfica de evolución demográfica de Kisnémedi entre 2020 y 2024 |
|                                                                 |
| Datos según la Oficina Central de Estadística de Hungría.       |